# Scolecophis atrocinctus
Genre
Espèce
Synonymes
- Calamaria atrocincta Schlegel, 1837
- Elaps zonatus Hallowell, 1855
- Pseudoboa petola Picado, 1931

Statut de conservation UICN

 LC  : Préoccupation mineure
Scolecophis atrocinctus, unique représentant du genre Scolecophis, est une espèce de serpents de la famille des Colubridae.

## Répartition
Cette espèce se rencontre :
- au Guatemala ;
- au Honduras ;
- au Salvador ;
- au Nicaragua ;
- au Costa Rica.

## Description
Ce serpent présente des bandes alternées noires et rouges tirant sur le blanc sur les flanc.

## Publications originales
- Fitzinger, 1843 : Systema Reptilium, fasciculus primus, Amblyglossae. Braumüller et Seidel, Wien, p. 1-106. (texte intégral).
- Schlegel, 1837 : Essai sur la physionomie des serpens, vol. 1 (texte intégral) et vol. 2 (texte intégral).